# Santa María (Estado de México)
La unidad habitacional Salvador Angulo Navarro, es una pequeña población que pertenece al municipio de Tlalmanalco, Estado de México .
También conocido como Santa María, llamado así  porque a un lado de ella se encuentra un Club Campestre con el mismo nombre. La forma  más fácil de llegar a este lugar es por de la autopista México – Puebla y tomar la desviación a Chalco,  desde ahí puedes observar los volcanes Popocatépetl  e Iztaccíhuatl, principales atractivos del Estado de México, Puebla y Morelos.  Los poblados que colindan con la unidad son San Andrés, en donde puedes hacer una parada y comer diversa comida perteneciente a la región como son conejo es todas sus especialidades, barbacoa, carnitas, tlacoyos, cecina y una gran variedad de antojos elaborados con elote como lo son flanes, chile atole, panes, pay y pasteles. Cocotitlan, Amecameca.